# Ciringa
Ciringa – wieś w Słowenii, w gminie Kungota. 1 stycznia 2018 liczyła 84 mieszkańców.